# Mohamed Elneny
Mohamed Naser Elsayed Elneny, plus simplement appelé Mohamed Elneny, né le 11 juillet 1992 à El-Mahalla el-Koubra en Égypte, est un footballeur international égyptien qui évolue au poste de milieu de terrain à Al Jazira Club.

## Biographie

### Carrière en club

#### Arab Contractors SC (2010-2013)
Elneny est remarqué lors de la saison 2010-2011 sous le maillot de l'équipe égyptienne des Arab Contractors SC, dès lors il est appelé en sélection égyptienne des moins de 20 ans où il participe grandement au parcours de l’Égypte en Coupe du monde de football des moins de 20 ans.
En 2012 une rumeur fait état d'un intérêt du Bayern Munich pour Elneny.
Début décembre le FC Bâle lui propose un stage d'essai à partir du 13 janvier pour une durée d'une semaine.

#### FC Bâle (2013-2016)
Le 29 janvier 2013, Elneny signe un prêt de six mois, avec option d'achat, en faveur du FC Bâle.
Malgré la volonté de Murat Yakin qui voulait le faire signer en été, le président du FC Bâle, Bernhard Heusler, fait signer un contrat à Elneny lors du mercato d'hiver de peur que d'autres équipes ne lui proposent un contrat ou que son club ne fasse monter les enchères.
Le 4 mai 2013, Elneny signe un contrat de quatre ans avec le FC Bâle. Le 27 août 2013, Elneny et le FC Bâle se qualifient pour la  Ligue des champions 2013-2014.

#### Arsenal FC (2016-2024)
Il signe au club de Arsenal FC le 14 janvier 2016 et marque son premier but sous ses nouvelles couleurs le 16 mars 2016 contre le FC Barcelone au Camp Nou en huitième de finale de Ligue des champions.
Le 25 mai 2022, il prolonge son contrat d'une saison supplémentaire plus une autre en option.
Le 1er février 2023, avec sa blessure qui l'éloigne de la fin de saison, le club décide d'activer sa prolongation d'une année supplémentaire car Elneny est apprécié dans le vestiaire. Il est lié jusqu'en juin 2024.

#### Beşiktaş (2019-2020)
Le 31 août 2019, Elneny signe un prêt d’un an, avec option d'achat en faveur du Beşiktaş JK.

#### Al Jazira Club (2024-)
Le 30 juillet 2024, il rejoint le club emirati d'Al Jazira Club.

### En sélection
Elneny est devenu, depuis l'arrivée de Bob Bradley, un pilier de la sélection égyptienne et il est presque toujours appelé chez les Pharaons. Mohamed Elneny dispute sa première compétition internationale lors de la Coupe d'Afrique des nations 2017. Il fait partie de la liste des 23 joueurs égyptiens sélectionnés pour disputer la Coupe du monde de 2018 en Russie. L'année suivante, il figure sur la liste des joueurs sélectionnées pour participer à la Coupe d'Afrique des nations 2019. Deux ans plus tard, il est de nouveau convoqué pour participer à la Coupe d'Afrique des nations 2021. En décembre 2023, il est retenu dans la liste des vingt-sept joueurs égyptiens sélectionnés par Rui Vitória pour disputer la Coupe d'Afrique des nations 2023.

## Statistiques
| Saison                | Club                  | Championnat           | Championnat | Championnat | Coupe nationale | Coupe nationale | Coupe de la Ligue | Coupe de la Ligue | Supercoupe | Supercoupe | Compétition(s) continentale(s) | Compétition(s) continentale(s) | Compétition(s) continentale(s) | Total | Total |
| Saison                | Club                  | Division              | M.          | B.          | M.              | B.              | M.                | B.                | M.         | B.         | Comp.                          | M.                             | B.                             | M.    | B.    |
| 2010-2011             | Arab Contractors SC   | Premier League        | 22          | 2           | 4               | 1               | -                 | -                 | -          | -          | -                              | -                              | -                              | 26    | 3     |
| 2011-2012             | Arab Contractors SC   | Premier League        | 14          | 0           | -               | -               | -                 | -                 | -          | -          | -                              | -                              | -                              | 14    | 0     |
| Sous-total            | Sous-total            | Sous-total            | 36          | 2           | 4               | 1               | -                 | -                 | -          | -          | -                              | -                              | -                              | 40    | 3     |
| 2012-2013             | FC Bâle               | Super League          | 15          | 0           | 3               | 0               | -                 | -                 | -          | -          | C3                             | 8                              | 0                              | 26    | 0     |
| 2013-2014             | FC Bâle               | Super League          | 32          | 1           | 4               | 0               | -                 | -                 | -          | -          | C1+C3                          | 6+6                            | 0+0                            | 48    | 1     |
| 2014-2015             | FC Bâle               | Super League          | 28          | 2           | 6               | 1               | -                 | -                 | -          | -          | C1                             | 8                              | 0                              | 42    | 3     |
| 2015-2016             | FC Bâle               | Super League          | 16          | 2           | 3               | 2               | -                 | -                 | -          | -          | C1+C3                          | 4+5                            | 0+2                            | 28    | 6     |
| Sous-total            | Sous-total            | Sous-total            | 91          | 5           | 16              | 3               | -                 | -                 | -          | -          | -                              | 37                             | 2                              | 144   | 10    |
| 2015-2016             | Arsenal FC            | Premier League        | 11          | 0           | 4               | 0               | -                 | -                 | -          | -          | C1                             | 1                              | 1                              | 16    | 1     |
| 2016-2017             | Arsenal FC            | Premier League        | 14          | 0           | 2               | 0               | 3                 | 0                 | -          | -          | C1                             | 5                              | 0                              | 24    | 0     |
| 2017-2018             | Arsenal FC            | Premier League        | 13          | 0           | 1               | 0               | 5                 | 0                 | 1          | 0          | C3                             | 12                             | 1                              | 32    | 1     |
| 2018-2019             | Arsenal FC            | Premier League        | 8           | 0           | 1               | 0               | 1                 | 0                 | -          | -          | C3                             | 7                              | 0                              | 17    | 0     |
| 2020-2021             | Arsenal FC            | Premier League        | 23          | 1           | 2               | 0               | 3                 | 0                 | 1          | 0          | C3                             | 12                             | 2                              | 41    | 3     |
| 2021-2022             | Arsenal FC            | Premier League        | 13          | 0           | -               | -               | 3                 | 0                 | -          | -          | -                              | -                              | -                              | 16    | 0     |
| 2022-2023             | Arsenal FC            | Premier League        | 4           | 0           | 1               | 1               | 1                 | 0                 | -          | -          | C3                             | 1                              | 0                              | 7     | 1     |
| 2023-2024             | Arsenal FC            | Premier League        | 3           | 0           | -               | -               | 1                 | 0                 | -          | -          | C1                             | 1                              | 0                              | 5     | 0     |
| Sous-total            | Sous-total            | Sous-total            | 89          | 1           | 11              | 1               | 17                | 0                 | 2          | 0          | -                              | 39                             | 4                              | 158   | 6     |
| 2019-2020             | Beşiktaş JK (prêt)    | Süper Lig             | 29          | 1           | 3               | 0               | -                 | -                 | -          | -          | C3                             | 7                              | 0                              | 39    | 1     |
| Sous-total            | Sous-total            | Sous-total            | 29          | 1           | 3               | 0               | -                 | -                 | -          | -          | -                              | 7                              | 0                              | 39    | 1     |
| Total sur la carrière | Total sur la carrière | Total sur la carrière | 245         | 9           | 34              | 5               | 17                | 0                 | 2          | 0          | -                              | 83                             | 6                              | 381   | 20    |

## Palmarès

### En club
FC Bâle (4)
- Championnat de Suisse de football (4)
  - Vainqueur : 2013, 2014, 2015, et 2016.

 Arsenal FC (3)
- Coupe d’Angleterre (1)
  - Vainqueur : 2016–17.

- Community Shield (2)
  - Vainqueur : 2017, 2020.

- Ligue Europa
  - Finaliste : 2019.

- Premier League
  - Vice-champion : 2016, 2024

### Distinctions personnelles et records
- Élu joueur de la semaine en Ligue Europa 2017-2018 (13 avril 2018).

### En sélection
Égypte
- Coupe d'Afrique des nations
  - Finaliste : 2017
  - Finaliste : 2021